# Nikolay Balboshin
Nikolai Balboshin est un lutteur soviétique né le 8 juin 1949 à Potsdam.
Il est le porte-drapeau de l'Union soviétique aux Jeux olympiques d'été de 1980.

## Palmarès

### Jeux olympiques
- Médaille d'or en lutte gréco-romaine dans la catégorie des moins de 100 kg en 1976 à Montréal

### Championnats du monde
- Médaille d'or en lutte gréco-romaine dans la catégorie des moins de 100 kg en 1979 à San Diego
- Médaille d'or en lutte gréco-romaine dans la catégorie des moins de 100 kg en 1978 à Mexico
- Médaille d'or en lutte gréco-romaine dans la catégorie des moins de 100 kg en 1977 à Göteborg
- Médaille d'or en lutte gréco-romaine dans la catégorie des moins de 100 kg en 1974 à Katowice
- Médaille d'or en lutte gréco-romaine dans la catégorie des moins de 100 kg en 1973 à Téhéran

### Championnats d'Europe
- Médaille d'or en lutte gréco-romaine dans la catégorie des moins de 100 kg en 1979 à Bucarest
- Médaille d'or en lutte gréco-romaine dans la catégorie des moins de 100 kg en 1978 à Oslo
- Médaille d'or en lutte gréco-romaine dans la catégorie des moins de 100 kg en 1977 à Bursa
- Médaille d'or en lutte gréco-romaine dans la catégorie des moins de 100 kg en 1976 à Leningrad
- Médaille d'or en lutte gréco-romaine dans la catégorie des moins de 100 kg en 1975 à Ludwigshafen
- Médaille d'or en lutte gréco-romaine dans la catégorie des moins de 100 kg en 1973 à Helsinki
- Médaille d'argent en lutte gréco-romaine dans la catégorie des moins de 100 kg en 1974 à Madrid
- Médaille de bronze en lutte gréco-romaine dans la catégorie des moins de 100 kg en 1984 à Jönköping